# 蒙泰夫兰科
蒙泰夫兰科（義大利語：Montefranco），是意大利特尔尼省的一个市镇。总面积10.13平方公里，人口1317人，人口密度130.0人/平方公里（2009年）。ISTAT代码为055019。